# Bonaci
Bonaci is een plaats in de gemeente Poreč in de Kroatische provincie Istrië. De plaats telt 40 inwoners (2001).